# Cacatzala
Cacatzala är en ort i Mexiko.   Den ligger i kommunen Hermenegildo Galeana och delstaten Puebla, i den sydöstra delen av landet, 160 km nordost om huvudstaden Mexico City. Cacatzala ligger 675 meter över havet och antalet invånare är 453.
Terrängen runt Cacatzala är kuperad åt nordost, men åt sydväst är den bergig. Runt Cacatzala är det ganska tätbefolkat, med 104 invånare per kvadratkilometer. Närmaste större samhälle är Olintla, 5,5 km öster om Cacatzala. Omgivningarna runt Cacatzala är en mosaik av jordbruksmark och naturlig växtlighet.